# Эдвард фон Лынгус
Эдвард фон Лынгус (эст. Edward von Lõngus) — псевдоним эстонского художника, работающего анонимно в стиле трафаретного граффити. Его работы высоко ценятся СМИ, а также в культурных институтах по всей стране, несколько из них даже хранятся в художественном музее Тарту.
За стиль создания своих работ, которые затрагивают различные политические и социальные аспекты жизни, использование трафаретов и анонимность Эдварда фон Лынгуса зачастую сравнивают с Бэнкси.
В 2014 году он получил премию «Tartu City Culture Award» за своё граффити «Конопляная Борода и Охотник на ведьм» (Kannahabe ja Nõiakütt), затрагивающее вопрос войны с коноплеводством. На нём показан персонаж эстонской детской книги Эно Рауда «Муфта, Полботинка и Моховая Борода» Моховая Борода, борода которого вместо мха состоит из листьев конопли.
В январе 2019 года Эдвард фон Лынгус получил Премию культуры Министерства иностранных дел Эстонии за проект цифрового уличного искусства «(R)estart Reality». В рамках проекта, который проходил при председательстве Эстонии в Европейском союзе, и юбилейной программы празднования 100-летия Эстонской Республики, он посетил 11 европейских столиц: Брюссель, Рим, Берлин, Хельсинки, Копенгаген, Париж, Лондон, Вильнюс, Ригу, Вену и Будапешт. Художник изобразил на стенах городов персонажей, связанных с культурой и историей Эстонии. При этом их всех можно «оживить» при помощи специального приложения и технологии дополненной реальности.